# John Wesley Harding
John Wesley Harding es el octavo álbum de estudio del músico estadounidense Bob Dylan, publicado por la compañía discográfica Columbia Records en diciembre de 1967. Fue el primer trabajo de Dylan después de sufrir un accidente de tráfico con una motocicleta en julio de 1966 y se caracterizó por un estilo cercano al folk y al country, diferente a sus tres anteriores trabajos —Bringing It All Back Home, Highway 61 Revisited y Blonde on Blonde—, dominados por una mezcla de rock y blues. También se contrapuso al creciente dominio de la psicodelia en la música popular a raíz del éxito del álbum de The Beatles Sgt. Pepper's Lonely Hearts Club Band.
Con Bob Johnston como productor, John Wesley Harding fue grabado en apenas nueve horas de trabajo divididas en tres sesiones y con el apoyo de solo tres músicos: el bajista Charlie McCoy, el batería Kenny Buttrey y el guitarrista Peter Drake. La temática del álbum también se caracterizó por un mayor uso de las parábolas y una notable influencia de la Biblia en el trabajo del músico, consolidada a finales de la década de 1970 con discos como Slow Train Coming tras su conversión al cristianismo. A pesar de haber sido publicado con una mínima promoción, el interés cultural que Dylan había suscitado antes favoreció que John Wesley Harding alcanzara el segundo puesto en la lista estadounidense Billboard 200 y llegara a lo más alto de la lista de discos más vendidos del Reino Unido. Tres meses después de su lanzamiento, fue certificado disco de oro por la RIAA al superar el medio millón de copias vendidas. En 2001, el álbum fue catalogado como disco de platino al superar el millón de ventas.
A pesar del distanciamiento estilístico respecto a sus trabajos más exitosos, John Wesley Harding recibió buenas críticas de la prensa musical. El biógrafo Clinton Heylin escribió: «John Wesley Harding sigue siendo uno de los álbumes más perdurables de Dylan. [...] Sin caer en la tentación de incorporar visiones de sótano como "Going to Acapulco" y "Clothesline Saga", Dylan logró en menos de seis semanas construir su más perfectamente ejecutada colección oficial». Además, ha sido considerado por varios biógrafos y críticos musicales como uno de sus discos más destacados. La revista Rolling Stone situó al álbum en el puesto 301 de la lista de los 500 mejores álbumes de todos los tiempos, mientras que la versión de «All Along the Watchtower» realizada por Jimi Hendrix se situó en la posición 47 de la lista de las 500 mejores canciones de todos los tiempos, elaborada por la misma revista.

## Trasfondo
| «Estaba de gira gran parte del tiempo... Australia, Suecia... una gira por el extranjero. Luego volví y en primavera, estaba programado que volviera fuera, me iba a ir de nuevo de gira en julio. Blonde on Blonde estaba en lo alto de las listas. En ese momento tuve un accidente de moto terrible que me recluyó por un tiempo, y no sentí la importancia de ese accidente por lo menos hasta un año después. Quiero decir, pensaba que iba a levantarme y volver a hacer lo que hacía antes... Pero no podía hacerlo más». —Bob Dylan en Rolling Stone. |

El éxito de los álbumes Highway 61 Revisited y Blonde on Blonde llevó a Bob Dylan a emprender una extensa gira mundial con The Hawks por los Estados Unidos, Europa y Australia. De forma paralela, el cineasta D.A. Pennebaker fue contratado para ayudar a Dylan a grabar Eat the Document, un documental para la televisión estadounidense similar a Don't Look Back que le produjo una mayor carga de trabajo. Debido al exceso de trabajo, Dylan comenzó a mostrar síntomas evidentes de cansancio. Según sostuvo Pennebaker al respecto: «Estaba muy consumido». A pesar de ello, una vez terminada la etapa europea de la gira en mayo de 1966, Albert Grossman fijó una nueva etapa por Norteamérica con 64 conciertos.
Además del montaje de Eat the Document y de la gira en desarrollo, Dylan fue también presionado por la editorial Macmillan para publicar Tarántula, un libro compuesto por breves fragmentos de versos libres. Sin embargo, todos los proyectos quedaron en suspenso cuando Dylan sufrió un accidente de tráfico con una motocicleta el 29 de julio de 1966 en Woodstock. Aunque la prensa publicó que Dylan había quedado inconsciente y sufrido fractura de varias vértebras, Sally, esposa de Grossman, dijo que el músico regresó a su casa apoyado en su mujer y que «se quedó tendido en el porche, quejándose y gimiendo». El propio Dylan contribuyó a no esclarecer los hechos al no acudir a un hospital y con declaraciones contradictorias en diversas entrevistas, por lo que el biógrafo Howard Sounes interpretó que el golpe «no fue extremadamente grave». Según el mismo autor: «Hay historias contradictorias sobre cuál fue el escenario, e incluso se ha especulado sobre si hubo o no un accidente. Ello se debe a que el momento escogido fue muy oportuno para Bob; el accidente le dio a Dylan una excusa para escabullirse de los muchos compromisos comerciales que lo acechaban en ese momento y amenazaban con desbordarlo».
Debido a ello, Dylan pudo evadir varios compromisos: la gira fue suspendida, mientras que el estreno de Eat the Document y la publicación de Tarántula fueron aplazados hasta 1971. Durante su convalecencia, el músico mantuvo su actividad musical en privado y comenzó a tocar con The Band en el sótano de «Big Pink», una casa cercana a su hogar de Woodstock. El grupo grabó un vasto volumen de material en el sótano de forma rústica, mediante el uso de apenas dos micrófonos conectados a una grabadora de dos pistas. El material grabado en «Big Pink» circuló en discos pirata antes de que Columbia publicase The Basement Tapes en 1975.
Durante esta etapa alejado de la vida pública, Dylan desarrolló «una vida familiar, tocando con sus amigos, y cada día dedicaba un rato a la lectura de la Biblia y al cancionero de Hank Williams», influencias presentes en John Wesley Harding. Su nuevo estilo de vida se reflejó a los pocos meses en el plano musical con John Wesley Harding y consolidado en posteriores trabajos como Nashville Skyline y Self Portrait, con una preponderancia de canciones folk y country contrapuestas al creciente dominio de la psicodelia en la música popular de la mano de discos como Sgt. Pepper's Lonely Hearts Club Band y Their Satanic Majesties Request, de The Beatles y de The Rolling Stones respectivamente. Al respecto, Bob Johnston comentó: «Todos los artistas del mundo iban al estudio intentando hacer un álbum con el sonido más grandioso que pudiesen lograr. ¿Y qué es lo que hace él? Viene a Nashville y me dice que quiere grabar con un bajo, una batería y una guitarra».

## Grabación

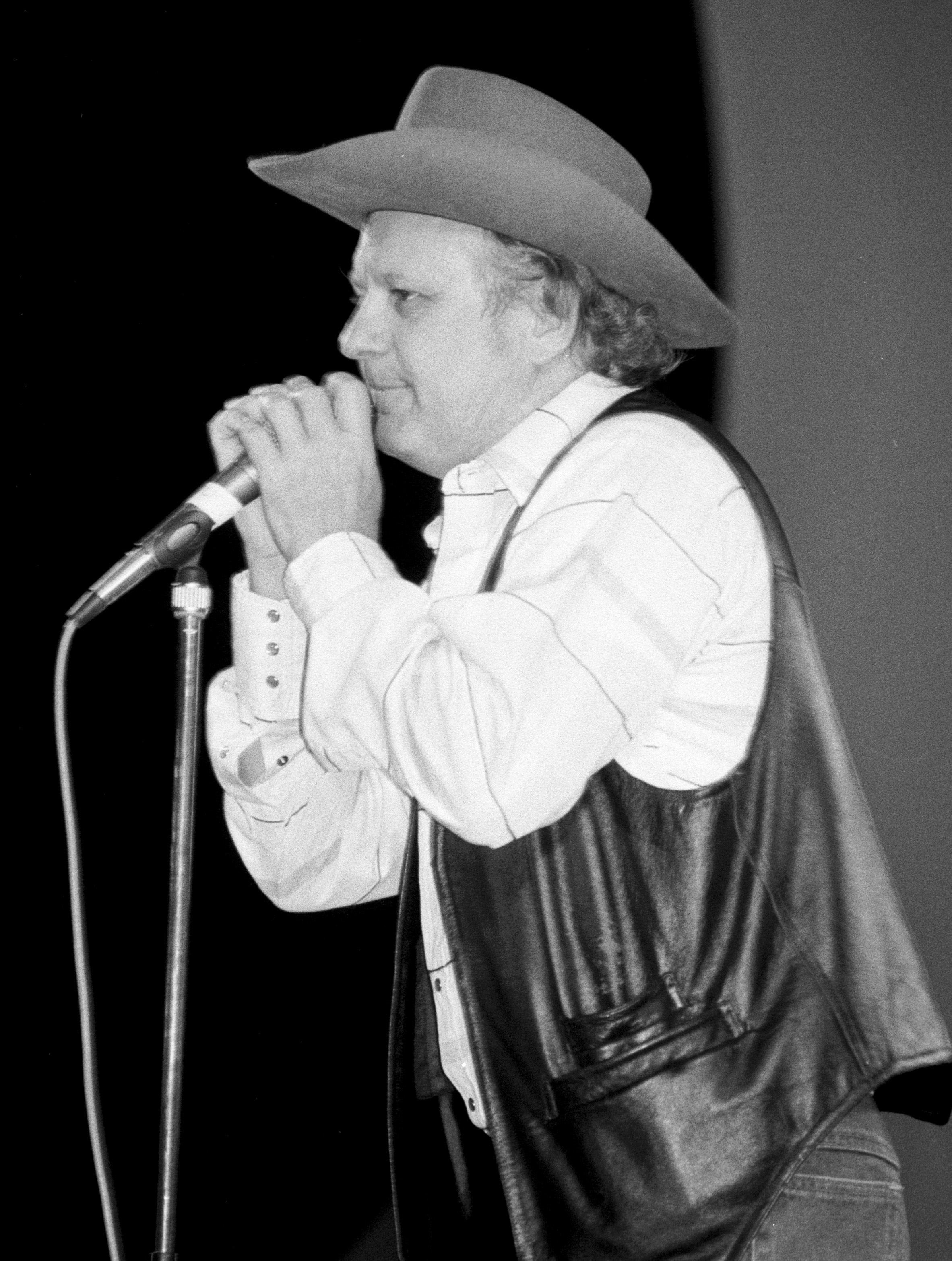
Charlie McCoy fue el único músico, junto con Kenny Buttrey y Peter Drake, que participó con Dylan en la grabación de John Wesley Harding.

Después de experimentar con el rock y el blues en sus tres anteriores trabajos —Bringing It All Back Home, Highway 61 Revisited y Blonde on Blonde—, Dylan cambió su patrón de trabajo y decidió volver a un sonido minimalista. Según McCoy: «A Kenny y a mí nos asombró la diferencia que había entre Blonde on Blonde y John Wesley Harding. La grabación fue distinta. Naturalmente, él sonaba distinto. Tenía un aspecto distinto. Cuando vino por primera vez a grabar Blonde on Blonde tenía pinta de llevar una peluca con el pelo de punta. La segunda llevaba el pelo mucho más corto y su voz sonaba distinta. Nos pulimos el material en un abrir y cerrar de ojos».
Con Kenny Buttrey a la batería y Charlie McCoy al bajo, Dylan grabó John Wesley Harding en tres escuetas sesiones entre octubre y noviembre de 1967 que apenas sobrepasaron las nueve horas de trabajo. Al respecto, Buttrey comentó: «Entrábamos allí y nos ventilábamos las canciones como si fuesen maquetas. Parecía que cuanto más tosca resultase la interpretación, mejor era. Bob oía un error y se reía para sus adentros, como queriendo decir: "Genial, tío, eso es precisamente lo que ando buscando"».
El 3 de octubre, con Bob Johnston nuevamente como productor, el grupo grabó las versiones definitivas de «Drifter's Escape», «I Dreamed I Saw St. Augustine» y «The Ballad of Frankie Lee and Judas Priest» en el estudio A de Columbia en Nashville, Tennessee. En una segunda sesión, trasladada al 6 de noviembre, Dylan consiguió grabar las tomas maestras de «All Along the Watchtower», «John Wesley Harding», «As I Went Out One Morning», «I Pity the Poor Immigrant» y «I Am A Lonesome Hobo», incluidas en el álbum. La tercera y última sesión, tres semanas después, contó con la participación de Peter Drake, que tocó la steel guitar en «Dear Landlord» y «Down Along the Cove». El mismo día, Dylan, McCoy y Buttrey grabaron «The Wicked Messenger» y «I'll Be Your Baby Tonight».
Después de la segunda sesión, Dylan consideró la posibilidad de añadir varios «adornos musicales» y sugirió a Robbie Robertson y Garth Hudson, miembros de The Band, que sobregrabaran varias pistas de guitarra y órgano para las canciones. Sin embargo, Robertson le sugirió que publicase el álbum tal y como estaba. El guitarrista añadió: «[Dylan] puso las canciones en una cinta. Entonces hablamos sobre añadirles sobregrabaciones, pero me gustó mucho cuando lo escuché y no podía pensar realmente en una razón para sobregrabarlas».
Otra diferencia notable con respecto al patrón de trabajo de Blonde on Blonde fue el hecho de tener las letras terminadas antes de entrar en el estudio; esto permitió empezar a grabar al instante. Además, dichas letras eran diametralmente opuestas a los textos de Blonde on Blonde y a las canciones que había grabado con The Band en Woodstock. Gran parte de John Wesley Harding incluyó géneros literarios como las parábolas y una notable influencia de su lectura de la Biblia, especialmente en canciones como «All Along the Watchtower», «I Dreamed I Saw St. Augustine», «Dear Landlord» y «The Ballad of Frankie Lee and Judas Priest». Aunque a comienzos de su carrera había recurrido a la Biblia en busca de metáforas, el uso de figuras bíblicas y el contenido religioso en sus canciones sentó las bases de su «conversión» al cristianismo a finales de la década de 1970.
La muerte de Woody Guthrie, que tuvo lugar dos semanas antes de comenzar la sesiones del álbum, afectó personalmente a Dylan. Según comentó Harold Leventhal, representante de Guthrie: «A altas horas de la noche recibí aquella llamada [de Bob], que quería saber qué había pasado. Me preguntó si tenía pensado organizar un homenaje y quería asegurarse de que se lo haría saber». Dylan realizó su primera aparición pública desde el verano de 1966 en el memorial de Guthrie organizada en el Carnegie Hall el 20 de enero de 1968. El músico compartió cartel en el concierto con artistas como Judy Collins, Ramblin' Jack Elliott y Arlo Guthrie, pero a pesar de la buena recepción, no mostró interés en emprender una gira. Según declaró: «No voy a dar conciertos por ahora. En estos momentos no siento la necesidad de hacerlo. He dado la vuelta al mundo un par de veces. Pero entonces no tenía otra cosa que hacer».
John Wesley Harding fue publicado apenas cuatro semanas después de la última sesión de grabación. El lanzamiento en los Estados Unidos fue acompañado de una mínima promoción a petición expresa del músico. Según Dylan: «Dije a Columbia que lo publicaran sin publicidad y sin exageración, porque era la temporada de las exageraciones». A pesar de las discrepancias con Clive Davis, presidente de Columbia en la época, Dylan decidió no extraer ningún sencillo para promocionar el álbum.

## Recepción
Tras su lanzamiento, y a pesar del rechazo de Dylan a que fuese promocionado, John Wesley Harding obtuvo reseñas favorables de la prensa musical. Jon Landau lo destacó como un contrapunto en plena era de música psicodélica y escribió en la revista Crawdaddy!: «Para un álbum de este tipo publicado entre Sgt. Pepper's Lonely Hearts Club Band, Their Satanic Majesties Request y After Bathing at Baxter's, alguien debe tener mucha confianza en lo que estaba haciendo... Dylan parece no sentir ninguna necesidad de responder a las predominantes tendencias de la música pop. Y él es el único artista pop del cual se puede decir esto». Gordon Mills, de la revista Rolling Stone, comentó: «Sin lugar a dudas este es otro paso musical importante para Bob Dylan. El predominio del country blues, lo blanco y lo negro, desde Hank Williams hasta Leadbelly no tiene precedentes en la nueva música eléctrica. La steel guitar evoca las sombras de Black Ace en muchos porches del Sur. En cuanto al mensaje y el significado, todo el mundo puede sentir el retorno a una conciencia más fresca y más despreocupada de toda la escena que gira por aquí. El compromiso es, como siempre, terriblemente sincero. Y Bob sin duda estará de acuerdo en que J.S. Bach también intentó, de manera muy dura, decirnos que las gaviotas tenían alas para volar».
En retrospectiva, John Wesley Harding ha mantenido un éxito de crítica con los años. En 2000, el biógrafo Clinton Heylin escribió: «John Wesley Harding sigue siendo uno de los álbumes más perdurables de Dylan. Nunca construyó un álbum-como-un-álbum tan conscientemente. Sin caer en la tentación de incorporar visiones de sótano como "Going to Acapulco" y "Clothesline Saga", Dylan logró en menos de seis semanas construir su más perfectamente ejecutada colección oficial». El mismo año, la guía The New Rolling Stone Album Guide, publicada por Rolling Stone, otorgó a John Wesley Harding cinco estrellas, al igual que los tres anteriores discos de estudio de Dylan, mientras que Stephen Thomas Erlewine de Allmusic escribió: «Un álbum calmado y reflexivo, John Wesley Harding se despoja de todas las tendencias más salvajes de los álbumes de rock de Dylan —incluso del por entonces inédito The Basement Tapes que hizo el año anterior—, pero no es un regreso a sus raíces folk. En todo caso, el álbum es su primera incursión seria en el country, pero solo un puñado de canciones, como "I'll Be Your Baby Tonight", son canciones country directas. En cambio, John Wesley Harding está plasmado por el sonido rústico del country, así como por muchos mitos rurales, con canciones simples como "All Along the Watchtower", "I Dreamed I Saw St. Augustine" y "The Wicked Messenger", lo cual revela varias capas de significado en diferentes escuchas».
En el plano comercial, John Wesley Harding se convirtió en el tercer número uno de Dylan en el Reino Unido, después de The Freewheelin' y Bringing It All Back Home. El álbum también llegó al número uno en la lista de discos más vendidos de Australia, mientras que en los Estados Unidos alcanzó el puesto dos de la lista Billboard 200, la posición más alta para un disco del músico hasta el lanzamiento de Planet Waves seis años después. En su primera semana, John Wesley Harding vendió más de 250 000 copias en los Estados Unidos, una cifra que los ejecutivos de Columbia consideraron uno de los «discos vendidos más rápido» que ellos recuerden. Tres meses después de su lanzamiento, la RIAA certificó John Wesley Harding como disco de oro al superar el medio millón de ventas. En 2001, el álbum fue catalogado como disco de platino al alcanzar la cifra de un millón de copias vendidas en los Estados Unidos.
En 2003, Rolling Stone situó al álbum en el puesto 301 de la lista de los 500 mejores álbumes de todos los tiempos. Por otra parte, la versión de «All Along the Watchtower» realizada por Jimi Hendrix se situó en la posición 47 de la lista de los 500 mejores canciones de todos los tiempos, elaborada por la misma revista.

## Diseño de portada
La fotografía de la portada de John Wesley Harding muestra a Dylan flanqueado por los hermanos Luxman y Purna Das, dos músicos de Bangladés trasladados a Nueva York por Albert Grossman. En la fotografía, Dylan lleva la misma chaqueta que aparece en la portada de Blonde on Blonde, un gesto que también repitió en el diseño de Nashville Skyline. Detrás de Dylan se sitúa Charlie Joy, un albañil y carpintero de la localidad. El rumor de que varios miembros de The Beatles están ocultos detrás de los árboles fue reconocido por el fotógrafo John Berg en una entrevista a Rolling Stone aunque no quiso entrar en detalles. Berg comentó que la fotografía fue tomada con una cámara Polaroid debido a que Dylan había pedido algo que «pareciese una instantánea». El diseño incluyó también unas notas escritas por el propio Dylan en las que relata la historia de tres reyes y tres personajes (Terry Shute, Frank y Vera) y donde intercala detalles de las canciones del álbum.

## Lista de canciones
| Cara A |                                              |          |  |
| N.º    | Título                                       | Duración |  |
| 1.     | «John Wesley Harding»                        | 2:58     |  |
| 2.     | «As I Went Out One Morning»                  | 2:49     |  |
| 3.     | «I Dreamed I Saw St. Augustine»              | 3:53     |  |
| 4.     | «All Along the Watchtower»                   | 2:31     |  |
| 5.     | «The Ballad of Frankie Lee and Judas Priest» | 5:35     |  |
| 6.     | «Drifter's Escape»                           | 2:52     |  |

| Cara B |                             |          |  |
| N.º    | Título                      | Duración |  |
| 1.     | «Dear Landlord»             | 3:16     |  |
| 2.     | «I Am a Lonesome Hobo»      | 3:19     |  |
| 3.     | «I Pity the Poor Immigrant» | 4:12     |  |
| 4.     | «The Wicked Messenger»      | 2:02     |  |
| 5.     | «Down Along the Cove»       | 2:23     |  |
| 6.     | «I'll Be Your Baby Tonight» | 2:34     |  |

## Personal
Músicos
- Bob Dylan: voz, guitarra acústica, armónica, piano y teclados.
- Pete Drake: pedal steel guitar (en «I'll Be Your Baby Tonight» y «Down Along the Cove».)
- Charlie McCoy: bajo
- Kenneth Buttrey: batería

Equipo de sonido
- Bob Johnston: productor
- Charlie Bragg: ingeniero de sonido
- John Berg: fotografía

## Posición en listas
| País           | Lista                  | Posición |
| -------------- | ---------------------- | -------- |
| Australia      | ARIA Albums Charts     | 1        |
| Estados Unidos | Billboard 200          | 2        |
| Noruega        | VG-lista Top 40 Albums | 4        |
| Reino Unido    | UK Albums Chart        | 1        |

## Certificaciones
| Fecha                | País           | Organismo certificador | Certificación | Ventas certificadas |
| -------------------- | -------------- | ---------------------- | ------------- | ------------------- |
| 16 de agosto de 2001 | Estados Unidos | RIAA                   | Platino       | 1 000               |